# Lepidosperma angustatum
Lepidosperma angustatum är en halvgräsart som beskrevs av Robert Brown. Lepidosperma angustatum ingår i släktet Lepidosperma och familjen halvgräs. Inga underarter finns listade i Catalogue of Life.